# Juan Nogueira
Juan Gonçalves Nogueira (* 1. Mai 1988 in São Paulo) ist ein ehemaliger brasilianischer Boxer. Er erreichte einen 9. Platz im Schwergewicht bei den Olympischen Sommerspielen 2016 in Rio de Janeiro.

## Karriere
Juan Nogueira begann 2002 im Alter von 14 Jahren mit dem Boxsport und gewann 2006 eine Bronzemedaille im Mittelgewicht bei der Panamerikanischen Juniorenmeisterschaft in Buenos Aires.
2013 erreichte er das Viertelfinale bei der Panamerikameisterschaft in Santiago de Chile, wurde 2014 Brasilianischer Meister im Schwergewicht und gewann in dieser Gewichtsklasse auch jeweils eine Bronzemedaille bei den Südamerikaspielen 2014 in Santiago de Chile und der Panamerikameisterschaft 2015 in Vargas. Bei den Panamerikanischen Spielen 2015 in Toronto schied er im Viertelfinale aus.
Im März 2016 erkämpfte er sich bei der amerikanischen Olympiaqualifikation in Buenos Aires einen Startplatz bei den Olympischen Sommerspielen 2016, wo er in der Vorrunde Jason Whateley besiegte und im Achtelfinale gegen Jewgeni Tischtschenko unterlag.
Bei der Panamerikameisterschaft 2017 in Tegucigalpa erreichte er erneut das Viertelfinale.
Bei Weltmeisterschaften schied er jeweils im Achtelfinale aus; 2013 in Almaty gegen Jewgeni Tischtschenko, sowie 2015 in Doha und 2017 in Hamburg jeweils gegen Wassili Lewit.